# Morêtel-de-Mailles
Morêtel-de-Mailles è un comune francese soppresso e frazione del dipartimento dell'Isère della regione dell'Alvernia-Rodano-Alpi. Dal 1º gennaio 2016 si è fuso con il comune di Saint-Pierre-d'Allevard per formare il nuovo comune di Crêts-en-Belledonne.

## Società

### Evoluzione demografica
Abitanti censiti